# Chthonius ponticoides
Espèce
Chthonius ponticoides est une espèce de pseudoscorpions de la famille des Chthoniidae.

## Distribution
Cette espèce est endémique d'Achaïe en Grèce-Occidentale. Elle se rencontre dans la grotte Ton Limnon à Kalávryta.

## Description
La femelle holotype mesure 1,71 mm.

## Publication originale
- Mahnert, 1975 : Griechische Hohlen pseudoskorpione. Revue Suisse de Zoologie, vol. 82, no 1, p. 169-184 (texte intégral).